# 昭烈皇后 (蜀漢)
昭烈皇后（2世纪—210年），甘氏，名梅。在各類書籍中又稱甘皇后、甘夫人。《夔州府志》名為甘梅。沛县（今属江苏省）人，是劉備當初在徐州小沛居住時，曾納為妾室，後生下刘备事实上的长子劉禪。甘氏在荊州過世後，葬在荊州南郡。蜀漢章武二年（222年），初被追諡皇思夫人，並準備遷葬回到蜀，靈柩還沒有到達蜀時，劉備就在白帝城過世了。丞相諸葛亮與太常賴恭等人商議後上奏，請追諡為昭烈皇后，並與劉備合葬。

## 簡介
由於劉備曾先後娶了好幾任嫡室夫人，都過世或失散，所以她經常代理正室主持家務。甘氏跟隨劉備到荊州後，在東漢建安十二年（207年）生下劉禪。當丞相曹操的軍隊在攻打劉備的時候，在當陽長阪這裡追趕上劉備的隊伍，在逃亡過程中，甘氏和劉禪與劉備的部隊走失，幸好得到趙雲的保護，母子都幸免于難。
後來甘氏過世，葬在荊州南郡。后来南郡被孙吴攻陷。蜀漢章武二年（222年），甘夫人被追諡皇思夫人，並準備遷葬回到蜀，靈柩還沒有到達蜀時，劉備就在白帝城過世了。丞相諸葛亮上奏，請刘禅追諡為昭烈皇后，並與劉備合葬。
今奉节县有甘夫人墓，故也有说法认为刘备亦葬于奉节县，并未归葬成都。
《资治通鉴》记载延熙八年（245年）八月“汉甘太后殂”，误。当时去世的蜀汉太后应为刘禅的继母吴太后。

## 評價
- 諸葛亮：“皇思夫人履行修仁、淑慎其身。”[6]
- 陈寿《三国志》：“常摄内事。”[7]

## 傳聞
《拾遗记》記載她出身貧窮但相貌出眾，美如白玉，被同乡相面者预言以后将进宫享受富贵。十八岁时由刘备纳为妾室并颇得宠爱。河南献上高三尺的玉人，刘备将玉人放在甘夫人身侧，白天讲说军谋，晚上抱着甘夫人玩玉人。人们都分不清甘夫人和玉人，刘备的其他爱妾也都嫉妒甘夫人和玉人。甘夫人想毁了玉人，于是告诫刘备：“昔日子罕不以玉为宝，《春秋》赞美他。如今吴、魏未灭，怎能玩物丧志？好色会产生疑心，希望不要再这样了。”刘备于是撤去玉人像，宠妾们也不再嫉妒了。当时人都说甘夫人是神智妇人。甘夫人去世时孙吴、曹魏尚未建立，故此记载存疑。

## 影视形象
- 1985年電視劇《諸葛亮》：陈美颐
- 1992年電視劇《关公》：李莉
- 1994年電視劇《三国演义》：许娣、郭淑萍
- 1996年電視劇《关公》：李璇
- 2004年電視劇《武圣关公》：梁郁
- 2008年電影《赤壁》：李鸿
- 2009年電視劇《終極三國》：林舒語
- 2010年電視劇《三国》：唐姊娣
- 2011年電視劇《回到三国》：简慕华
- 2011年電影《关云长》：陈红
- 2016年電視劇《武神赵子龙》：梁爱琳
- 2017年電視劇《終極三國2017》：蔣蕊澤

## 延伸阅读
[在维基数据编辑]
 《三國志/卷34》，出自陳壽《三國志》
 在维基共享资源阅览影像